# Вулиця Поднєвича (Черкаси)
Ву́лиця Поднє́вича — вулиця в Черкасах.

## Розташування
Починається від вулиці Максима Залізняка і простягається на південний схід до вулиці В'ячеслава Галви.

## Опис
Вулиця вузька, не асфальтована.

## Походження назви
Вулиця утворена 1967 року і названа на честь Валентина Поднєвича, Героя Радянського Союзу.

## Будівлі
Вся ліва сторона та права від вулиці Пастерівської забудовані приватними будинками.